# Verkehrsverwaltungsrecht
Das Verkehrsverwaltungsrecht umfasst das auf den Straßenverkehr bezogene Besondere Verwaltungsrecht in Deutschland. Das Verkehrsverwaltungsrecht ist eines von vier großen Rechtsbereichen des Verkehrsrechts, in dem der Fachanwalt für Verkehrsrecht seine besonderen Kenntnisse nachweisen muss. Das Verkehrsverwaltungsrecht steht dabei neben den Bereichen des Verkehrszivilrechts, dem verkehrsbezogenen Versicherungsrecht, und dem Verkehrsstraf- und Ordnungswidrigkeitenrecht.

## Bereiche des Verkehrsverwaltungsrechts
Das Verkehrsverwaltungsrecht unterteilt sich vor allem in Vorschriften mit der die Teilnahme von Personen und die Zulassung von Fahrzeugen am Straßenverkehr geregelt ist. Des Weiteren gehören auch die Regelungen über verkehrsrechtliche Anordnungen (zum Beispiel Verwaltungsvorschriften über die Gestaltung von Verkehrszeichen) oder das Fahrlehrerrecht (Fahrlehrergesetz, Fahrlehrer-Ausbildungsverordnung und Fahrlehrer-Prüfungsverordnung) zum Verkehrsverwaltungsrecht.

### Fahrerlaubnisrecht
Von besonderer Bedeutung ist das Recht der Fahrerlaubnis, in dem geregelt wird, wann für das Führen von Kraftfahrzeugen eine amtliche Fahrerlaubnis benötigt wird und wie diese erworben, erhalten und ggf. entzogen wird (Entziehung und Neuerteilung der Fahrerlaubnis). Die wichtigsten Rechtsgrundlagen dafür finden sich in der Fahrerlaubnis-Verordnung (FeV). Hier werden auch die Fahrerlaubnis auf Probe und das Punktesystem nach dem Fahreignungsregister (FAER) geregelt. In der Anlage 4 der FeV wird festgelegt, bei welchen gesundheitlichen Beeinträchtigungen im Regelfall eine (bedingte) Eignung oder ein Ausschluss vorliegt oder welche Beschränkungen oder Auflagen erteilt werden können.

### Fahrzeugzulassungsrecht
Die Fahrzeug-Zulassungsverordnung (FZV) regelt, welche Fahrzeuge zulassungsfrei sind oder unter welchen Voraussetzungen zugelassen werden können und welche Daten im zentralen Fahrzeugregister gespeichert und weitergegeben werden. Die Straßenverkehrs-Zulassungs-Ordnung (StVZO) regelt dagegen eher technische Voraussetzungen für die Betriebserlaubnis und die Bauartgenehmigung. Hierzu gehören beispielsweise die Berechnung des Hubraums, Frontschutzsysteme, Fahrzeugabmessungen, Anforderungen an die Beleuchtung, die Bremsen, die Lenkung und das Abgassystem. 
Beim sogenannten Abgasskandal werden die Halter von Fahrzeugen mit sogenannter Schummelsoftware auf Grund verkehrsverwaltungsrechtlicher Vorschriften verpflichtet, ein Softwareupdate durchzuführen. Gegen die Aufforderung des Kraftfahrt-Bundesamtes die Softwareupdates vornehmen zu lassen, haben sich einige Käufer gewehrt, da sie einen Mehrverbrauch und einen höheren Verschleiß ihrer Fahrzeuge befürchten. Das OVG Münster hat am 17. August 2018 durch zwei Beschlüsse entschieden, dass die Halter dieser Fahrzeuge verpflichtet werden können, die Softwareupdates an ihren Fahrzeugen durchzuführen. Das OVG Münster begründet das mit dem Erfordernis einer gleichmäßigen Anwendung um einen wirksamen Emissionsschutz durchzusetzen. Hinsichtlich der Sicherung der Beweise zur Geltendmachung der zivilrechtlichen Ansprüche werden die Käufer auf die Möglichkeit verwiesen, vor dem Update ein selbstständiges Beweisverfahren durchzuführen. Kommt der Halter der Aufforderung das Update vornehmen zu lassen nicht nach, ist eine Betriebsuntersagung gem. § 5 Abs. 1 FZV gerechtfertigt.

### Verkehrsrechtliche Anordnung
Straßenverkehrsbehörden können innerhalb ihres Ermesses die Benutzung von Straßenstrecken aus Gründen der Sicherheit oder Ordnung des Verkehrs beschränken oder verbieten (§ 45 Abs. 1 StVO). Von diesem Recht machen sie Gebrauch, indem sie zum Beispiel Verkehrszeichen anordnen. Bei ihrem Ermessen sind sie dabei an die Verwaltungsvorschriften zur Straßenverkehrsordnung (VwV-StVO) gebunden, die die Umsetzung der StVO im Einzelnen regelt, sowie an die StVO selbst; hier in erster Linie an das Gefahrenlageerfordernis aus § 45 Abs. 9.